# Kamendaka hyalina
Kamendaka hyalina är en insektsart som beskrevs av Synave 1973. Kamendaka hyalina ingår i släktet Kamendaka och familjen Derbidae. Inga underarter finns listade i Catalogue of Life.